# Casa de Cultură „Vasile Alecsandri” din Bacău

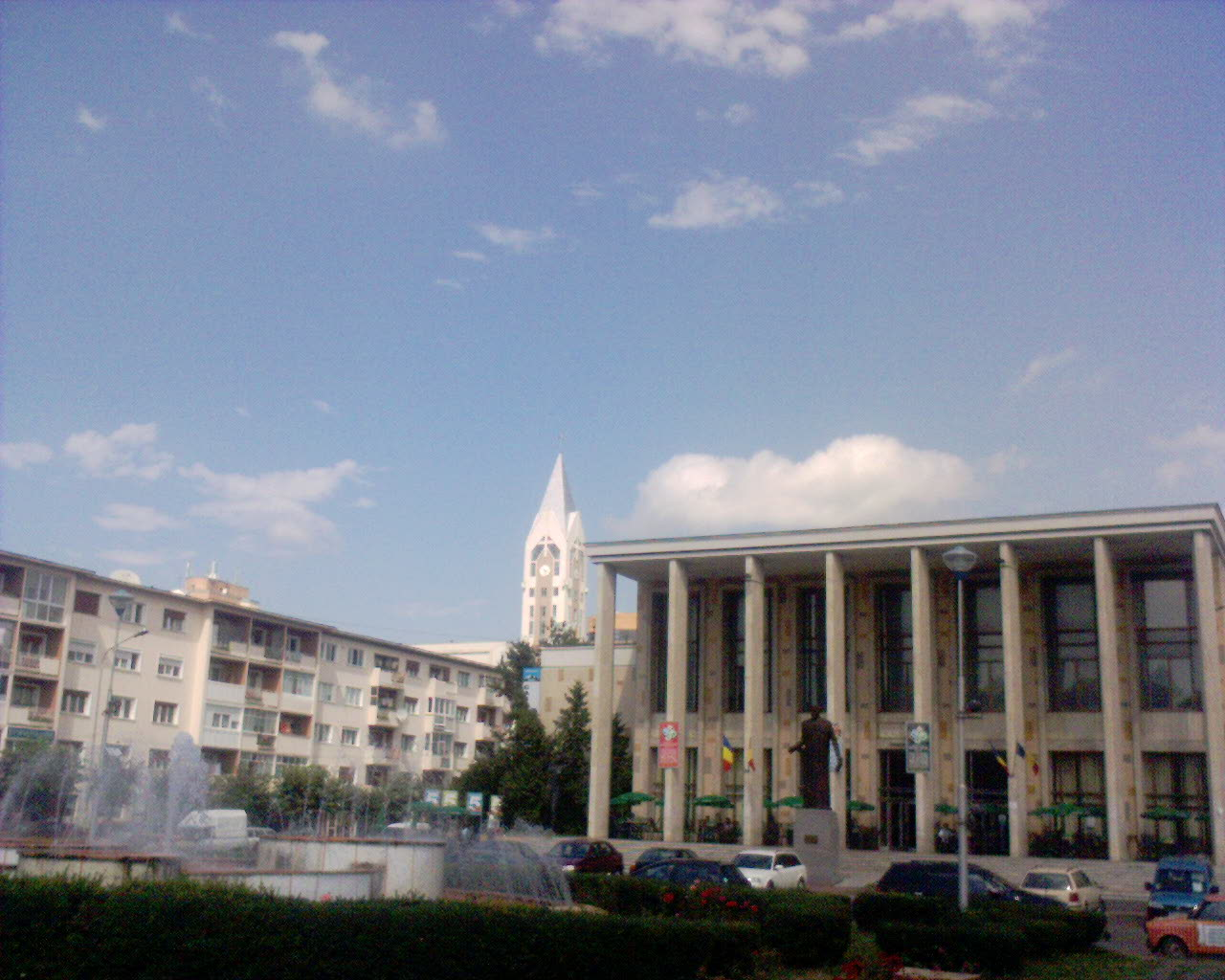
Casa de Cultură „Vasile Alecsandri”

Casa de Cultură „Vasile Alecsandri” a fost construită pe locul în care s-a născut marele poet Vasile Alecsandri. Ea se situează în Bacău la kilometrul „0”.